# 桜井森夫
桜井 森夫（さくらい もりお、1954年〈昭和29年〉1月28日 - ）は、日本の政治家。富山県小矢部市長（5期）。祖父は、西礪波郡高波村江波（よなみ）出身で元小矢部市長の桜井与蔵（旧姓・廣橋）。

## 来歴
富山県小矢部市出身。1978年（昭和53年）3月、九州産業大学工学部卒業。
2002年（平成14年）、小矢部市議会議員に初当選。
2006年（平成18年）11月19日に行われた小矢部市長選挙に立候補し、当時の市長・大家啓一が推した元県職員・松尾春郎との保守分裂の戦いを制して初当選。以後、4連続無投票で当選し、現在5期目。